# آولا (پنسیلوانیا)
آولا (به انگلیسی: Avella) یک منطقهٔ مسکونی در ایالات متحده آمریکا است که در شهرستان واشینگتن، پنسیلوانیا واقع شده‌است. آولا ۸۰۴ نفر جمعیت دارد.